# Stolac

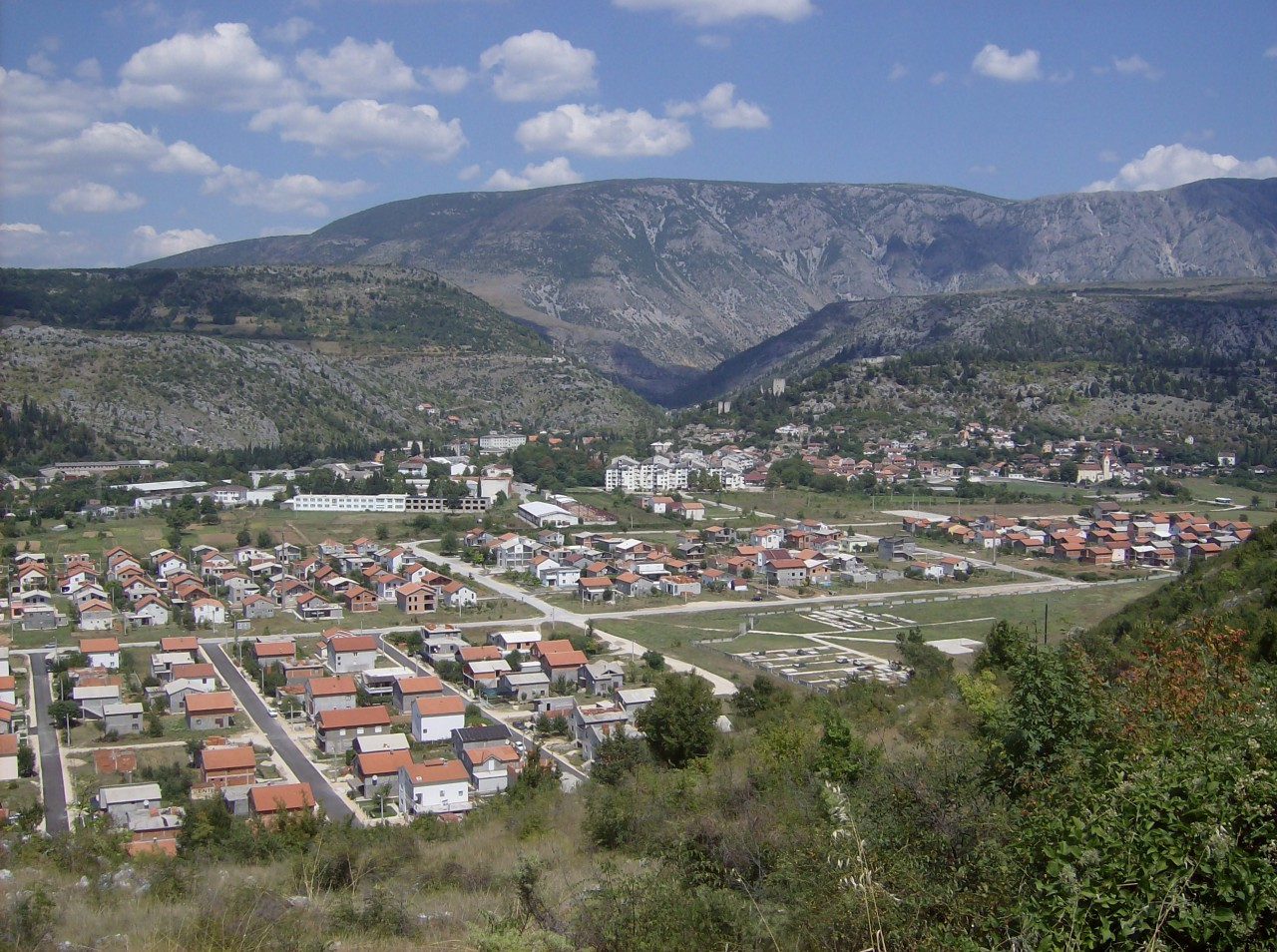
Stolac

Stolac bosniskt uttal (fil) är en stad i Bosnien och Hercegovina, belägen i södra delen av Hercegovina. Administrativt är den del av Hercegovina-Neretva kanton i  Federationen Bosnien och Hercegovina.

## Historia
Den pittoreska, soliga sydliga staden, full med slående osmansk arkitektur, är en riktig tummelplats för de som är intresserade av antropologi, arkeologi och historia.
Området har varit bosatt i minst 15 000 år som bevisas genom markeringar i Badanjgrottan, som experter daterat till att vara gjorda för 14 000 - 18 000 år sedan. Under hela dess långa historia, har Stolac varit en starkt kulturrik stad. Ingen annan stad i Bosnien och Hercegovina har producerat en så rik mängd intellektuella, konstnärer, poeter och ledare. Att gå genom Stolac till ljudet av den brusande floden Bregava och de många sångfåglarna, gör det lätt att föreställa sig inspirationen som många generationer av framstående personligheter känt.
Juli 1993 brände kroatiska HVO-trupper, Hrvatsko vijeće obrane, ned området Begovina. Bosniska regeringen planerar att bygga upp hela området.
I kommunen begicks fler grova krigsbrott och aktioner av etnisk rensning av kroatiska HVO-styrkor, såsom "Ludvig Pavlovic"-enheten, mot bosniakiska bybor. Bl.a i staden Rotimlja.

## Förslag till världsarv
Stolac blev 11 december 2007 uppsatt på Bosnien och Hercegovinas lista över förslag till världsarv, den så kallade "tentativa listan".